# Pietro Maletti
Pietro Maletti (1880 - 1940) fue un general italiano, caído en combate al inicio de la Segunda Guerra Mundial en Libia.

## Vida
Nacido en Lombardia, inició la carrera militar desde joven y se distinguió en la Primera Guerra Mundial.
Sucesivamente fue a la conquista y pacificación de Libia, pasando en 1935 a Etiopía durante su conquista por parte de los italianos. Fue también a España y luego a Somalia. En 1939 fue nombrado general.
Al inicio de la Segunda Guerra Mundial estaba al mando de un grupo mecanizado (llamado con su propio nombre: "Gruppo Maletti") en la Libia italiana, que atacó con éxito el Egipto británico en el verano de 1940 bajo las órdenes del Mariscal Rodolfo Graziani.
Al inicio del otoño hizo críticas a la falta de suministros de armamentos bélicos a las tropas italianas, que ocupaban el Egipto noroccidental: el hecho de que fueron enviados tanques y vehículos motorizados italianos no a Egipto sino a Grecia, para su eventual conquista, significó para el general Maletti que "los italianos podrían resistir un ataque inglés por solo unas ocho horas".
Lo que efectivamente ocurrió un par de meses después, cuando los tanques del "Gruppo Maletti" fueron destrozados con relativa facilidad por los nuevos tanques ingleses Matilda II (cuyo blindaje no podía ser perforado por los cañones de 37 mm de los tanques italianos).
Cuando los ingleses contraatacaron en diciembre del mismo año, Maletti fue muerto en combate al inicio de la Operación Compass. Se le otorgó de forma póstuma la Medalla de Oro al Valor Militar italiana.
En efecto en la llamada "Batalla de Nibeiwa" de la Operación Compass el Gruppo Maletti quedó totalmente destruido, con la pérdida de 800 muertos y 1300 heridos. Todos sus 23 tanques medios Fiat M11/39 fueron destruidos en combate el 9 de diciembre, iniciando el derrumbe del frente italiano en Egipto.

## Anécdota
Historiadores y críticos -como D'Ambrosio B. y otros- afirman que la vida de Pietro Maletti coincide curiosamente con el avance del Imperio italiano. En efecto Maletti nació en 1880, cuando fueron creadas las primeras colonias africanas italianas en Eritrea y Somalia. Sus primeras experiencias militares de mando fueron en Libia y toda su vida militar coincidió con conquistas y victorias italianas (en Etiopía, España y Albania). En el norte de África Maletti participó, con su "Gruppo Maletti" mecanizado, en la inicial conquista del noroeste de Egipto en el verano de 1940. Esta fue la primera y una de las pocas victorias italianas en la Segunda Guerra Mundial.
El 9 de diciembre de 1940, con la "Batalla de Nibeiwa" (donde Maletti murió luchando heroicamente) empezó el derrumbe de Italia y su imperio. Sucesivamente Italia recibió solamente derrotas hasta su rendición en 1943, aunque tuvo victorias secundarias temporales como en Tobruk y en los Balcanes occidentales.